# Lluís I de Provença

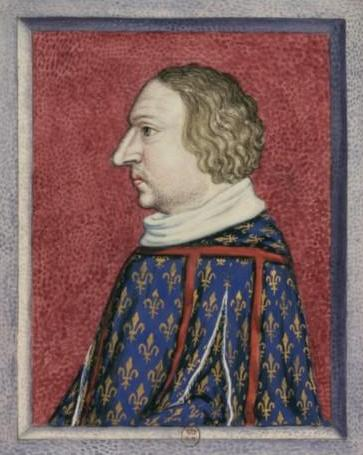
Retrat de Lluís I

Lluís I d'Anjou (Vincennes, França, 1339 - Bari, Itàlia, 1384), comte d'Anjou (1356-1384), elevat a duc el 1360; Rei titular de Nàpols, comte de Provença i Emperador titular de Constantinoble (1383-1384) i rei titular de Jerusalem.

## Orígens familiars
Nasqué el 23 de juliol de 1339 sent el segon fill mascle del rei Joan II de França i Judit de Bohèmia.

## Joventut

Escut d'Armes dels Ducs d'Anjou

A petició seva, el juny de 1374, un exèrcit castellà i francès va posar setge a Baiona, punt clau de comunicació entre el Regne de Navarra i el Regne d'Anglaterra. Els castellans van posar setge per mar i per terra, però la resistència de la ciutat i la manca de col·laboració francesa va obligar a aixecar el setge.

## Ascens al tron
A la mort del seu germà, el rei Carles V de França, el 1380 va presidir el consell de regència, sent regent del seu nebot, Carles VI de França, fins al 1382. Va abandonar França per esdevenir rei de Nàpols a la mort de la reina Joana I de Nàpols, que l'havia adoptat el 1380 com a successor del seu reialme.
Aquesta anòmala successió comportà que Lluís I només pogué heretar el comtat de Provença deixant el Regne de Nàpols en mans del cosí segon de la reina Joana, Carles III de Nàpols. Però el 30 d'agost de 1383 Lluís I va prendre el títol de Rei de Sicília, sent rei de Nàpols i de Jerusalem, cosa que comportà una dualitat reialística en el regne de Nàpols.

## Núpcies i descendents
Es casà el 1360 amb Maria Chatillon-Blois, filla de Carles de Blois i Joana de Penthièvre. D'aquest matrimoni en nasqueren tres fills:
- Maria d'Anjou (1370-v 1383)
- Lluís II d'Anjou (1377-1417), comte de Provença i duc d'Anjou
- Carles d'Anjou (1380-1404), príncep de Tàrent i comte d'Etampes

Fou succeït pel seu fill segon Lluís II d'Anjou, que lluità contra els seus cosins Anjou-Durazzo pel Regne de Nàpols.